# Aliança del Nou Ciutadà
Aliança del Nou Ciutadà (eslovac Aliancia Nového Občana) va ser un partit polític d'Eslovàquia d'ideologia liberal. La seva abreviatura ANO vol dir també Sí en eslovac. Fou fundat el 2002 per Pavol Rusko, fundador i propietari de Markíza, la més gran cadena de televisió comercial d'Eslovàquia.
A les eleccions legislatives eslovaques de 2002 va treure 230.309 vots (el 8% dels vots) i 15 escons, cosa que li va permetre participar en el govern de coalició d'octubre de 2002 a setembre de 2005. Pavol Rusko fou ministre d'economia del 24 de setembre de 2003 a 24 d'agost de 2005. A les eleccions legislatives eslovaques de 2006 només va obtenir l'1,42% dels vots i va perdre la representació parlamentària. Va ser membre del Partit dels Liberals Demòcrates i Reformistes Europeus.
Al novembre de 2011 va modificar el seu nom a Partit de la Llibertat d'Expressió, quan Eleonóra Mojsejová, una empresaria eslovaca i personatge de la televisió es va fer càrrec del partit. De nou, va modificar-se com a CIUTADANS al 2013 i IDEA al 2014. Finalment, es va dissoldre al 2017.

## Resultats electorals

### Consell Nacional
| Any  | Vots              | %                 | Escons            | +/-               |
| ---- | ----------------- | ----------------- | ----------------- | ----------------- |
| 2002 | 230.309           | 8,0               | 15 / 150          | Nou               |
| 2006 | 32.775            | 1,42              | 0 / 150           | 15                |
| 2010 | No van participar | No van participar | No van participar | No van participar |
| 2012 | 31.159            | 1,22              | 0 / 150           | =                 |
| 2016 | No van participar | No van participar | No van participar | No van participar |

### Parlament Europeu
| Any  | Vots              | %                 | Escons            | +/-               |
| ---- | ----------------- | ----------------- | ----------------- | ----------------- |
| 2004 | 32,653            | 4.65              | 0 / 14            | Nou               |
| 2009 | No van participar | No van participar | No van participar | No van participar |
| 2014 | No van participar | No van participar | No van participar | No van participar |